# 諾伯特·布格繆勒
奥古斯特·约瑟夫·諾伯特·布格繆勒（德語：August Joseph Norbert Burgmüller；1810年2月8日—1836年5月7日）是一位德國作曲家。從小便展現作曲天份，並向路易斯·施波爾（Louis Spohr）學習作曲。其父親、哥哥都是音樂家，父親在魏瑪的戲劇院擔任指揮；哥哥弗里德里希·布格繆勒就是鋼琴教本「25首練習曲」的作者。
雖然諾伯特·布格繆勒在當時擁有比哥哥弗里德里希·布格繆勒更高的名聲，卻在26歲的時候因癲癇猝死；孟德爾頌的送葬進行曲也是為了紀念布格繆勒所作。
其作品包含鋼琴奏鳴曲、室內樂曲、交響曲等。

## 外部連結
- 諾伯特·布格繆勒的免费乐谱，由国际乐谱典藏计划提供
- 互联网档案馆中諾伯特·布格繆勒的作品或与之相关的作品
- Norbert-Burgmüller-Gesellschaft Düsseldorf（页面存档备份，存于）（德文）